# Dekanat Kamnik
Dekanat Kamnik – jeden z 17 dekanatów rzymskokatolickich wchodzących w skład archidiakonatu Gorenjske in Zasavje archidiecezji lublańskiej w Słowenii. 
Według danych na rok 2015, w jego skład wchodzi 15 parafii.

## Lista parafii
Źródło:
| Lp. | Miejscowość       | Parafia                                                 | Proboszcz                                   | Kościół                                                          | Grafika |
| --- | ----------------- | ------------------------------------------------------- | ------------------------------------------- | ---------------------------------------------------------------- | ------- |
| 1   | Gornji Logatec    | Parafia Matki Bożej Różańcowej                          | dr. Simon Onušič                            | Kościół Matki Bożej Różańcowej w Gornji Logatec                  |         |
| 2   | Homec             | Parafia Narodzenia Najświętszej Maryi Panny             | Alojz Hostnik                               | Kościół Narodzenia Najświętszej Maryi Panny w Homec              |         |
| 3   | Kamnik            | Parafia Niepokalanego Poczęcia Najświętszej Maryi Panny | Luka Demšar                                 | Kościół Niepokalanego Poczęcia Najświętszej Maryi Panny w Kamnik |         |
| 4   | Komenda           | Parafia św. Piotra Apostoła                             | Zdravko Žagar                               | Kościół św. Piotra Apostoła w Komenda                            |         |
| 5   | Mekinje           | Parafia Wniebowzięcia Najświętszej Maryi Panny          | Pavel Pibernik                              | Kościół Wniebowzięcia Najświętszej Maryi Panny w Mekinje         |         |
| 6   | Motnik            | Parafia św. Jerzego, męczennika                         | mag. Miran Kelvišar                         | Kościół św. Jerzego w Motnik                                     |         |
| 7   | Nevlje            | Parafia św. Jerzego, męczennika                         | France Oražem                               | Kościół św. Jerzego w Nevlje                                     |         |
| 8   | Sela pri Kamniku  | Parafia św. Agnieszki                                   | Danijel Kaštrun                             | Kościół św. Agnieszki w Sela pri Kamniku                         |         |
| 9   | Stranje           | Parafia św. Benedykta, opata                            | Anton Prijatelj                             | Kościół św. Benedykta w Stranje                                  |         |
| 10  | Šmarca – Duplica  | Parafia św. Maurycego, męczennika                       | Janez Gerčar                                | Kościół św. Maurycego w Šmarca – Duplica                         |         |
| 11  | Šmartno v Tuhinju | Parafia św. Marcina, biskupa                            | Simon Lorber                                | Kościół św. Marcina w Šmartno v Tuhinju                          |         |
| 12  | Špitalič          | Parafia św. Antoniego Wielkiego, pustelnika i opata     | nadzorowana przez proboszcza parafii Motnik | Kościół św. Antoniego Wielkiego w Špitalič                       |         |
| 13  | Tunjice           | Parafia św. Anny                                        | Edi Strouhal                                | Kościół św. Anny w Tunjice                                       |         |
| 14  | Vranja Peč        | Parafia św. Ulryka, biskupa                             | Štefan Stele                                | Kościół św. Ulryka w Vranja Peč                                  |         |
| 15  | Zgornji Tuhinj    | Parafia Wniebowzięcia Najświętszej Maryi Panny          | Nikolaj Štolcar                             | Kościół Wniebowzięcia Najświętszej Maryi Panny w Zgornji Tuhinj  |         |